# Halford
Halford je americká heavymetalová kapela, kterou založil zpěvák a skladatel Rob Halford v roce 1998.

## Historie
V roce 2000 kapela debutovala albem Resurrection. Album mělo velký úspěch a bylo považováno za metalové album roku. Skladbu „The One Love You to Hate“ nahrál Halford spolu se zpěvákem Brucem Dickinsonem.
Halford koncertovali, kde se dalo, a výsledkem bylo živé album Live Insurrection vydané v roce 2001. V dalším roce kapela vydala svou druhou studiovou desku Crucible, která odskakuje od návratu klasického heavy metalu ve stylu Resurrection a ubírá se modernějším směrem. Po skončení světového turné k desce Crucible byl v roce 2003 ohlášen návrat Roba Halforda do kapely Judas Priest, kterou v roce 1992 opustil. Comeback roku a následné aktivity kapely samozřejmě nenechaly moc prostoru pro další rozvíjení kapely Halford. Nicméně sám Rob Halford skupinu neodepsal a pod její hlavičkou vydal v roce 2006 dvě singlové skladby „Drop out“ a „Forgotten Generation“. Rob Halford dále chystal vydání dvou DVD. Jedním bylo Rock in Rio z Resurrection world tour a druhé záznam ze světového turné pořádaného k podpoře další desky Crucible. V roce 2009 vydal album Winter songs a v roce 2010 Made of Metal.

## Diskografie

### Studiová alba
- Resurrection (2000)
- Crucible (2002)
- Halford III: Winter Songs (2009)
- Halford IV: Made of Metal (2010)

### Koncertní alba
- Live Insurrection (2001)

## Sestava
- Rob Halford – zpěv (1999–současnost)
- Mike Chasciak – kytara (1999–současnost)
- Bobby Jarzombek – bicí (2000–současnost)
- Mike Davis – baskytara (2003–současnost)
- Roy Z – kytara (2003–současnost)

### Bývalí členové
- Pete Parada – bicí (1999–2000)
- Patrick Lachman – kytara (1999–2002)
- Ray Riendeau – baskytara (1999–2002)
- Chad Tarrington – kytara (2003)
- Jason Ward – baskytara (2003)